# 九溪村
九溪村是中国浙江省杭州市西湖区西湖街道所辖的一个村，位于杭州景点九溪烟树入口处。人口500余人。九溪村是西湖龙井茶主要产地之一，为一级产茶保护区。